# 軍事機密
軍事機密（ぐんじきみつ、英: military secrecy）とは、
- 軍事上の秘密情報[1]。
- 軍事上の秘密に等級をつけ重要度を区別したときの名称の一つ。

「軍機」と略すことがある。

## 概説

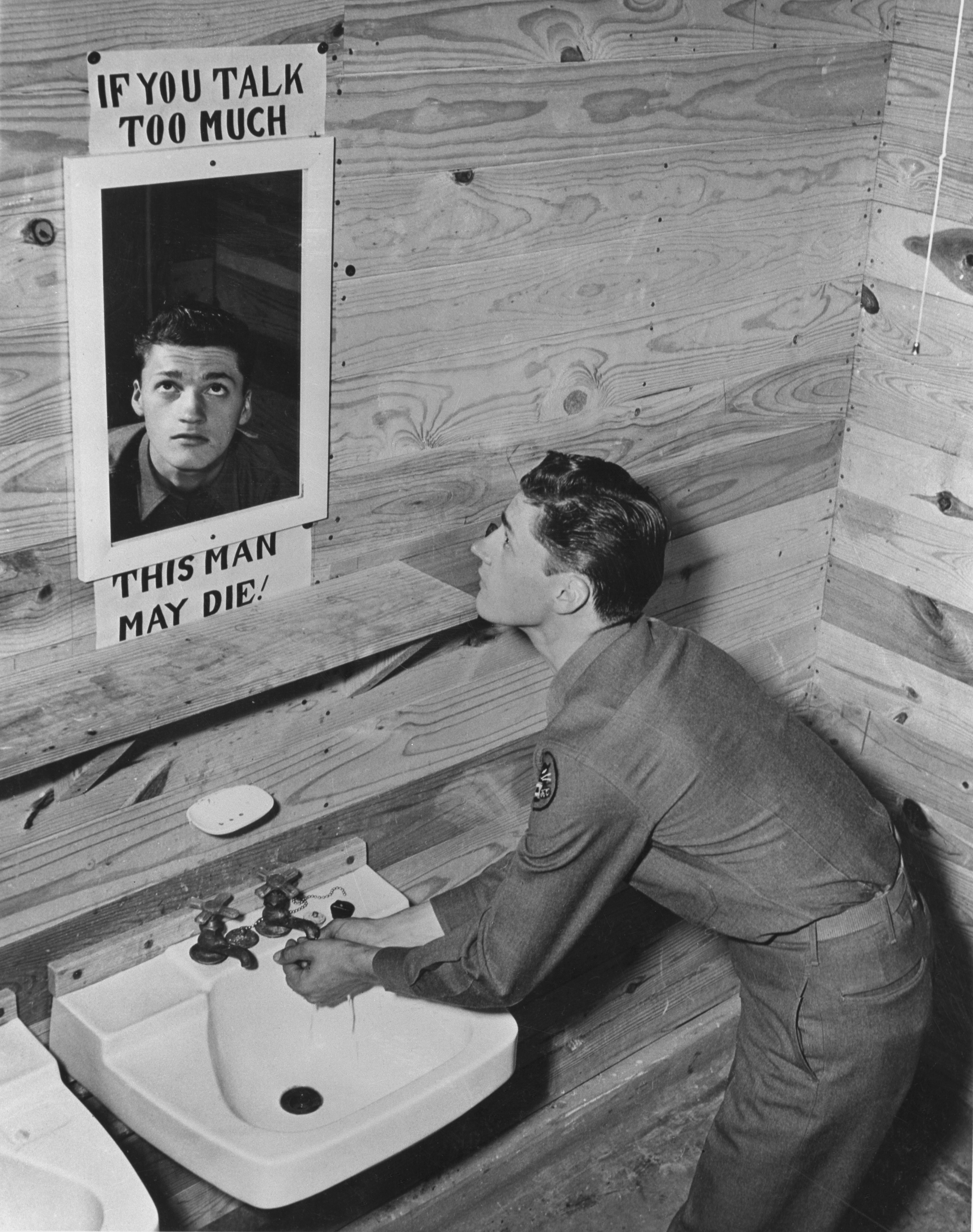
第二次世界大戦下の米軍基地のトイレの掲示。「お前が喋りすぎたら、この者が死ぬかもしれない」といった意味の文が鏡の上下に書かれている。

軍事機密とは軍事上の秘密情報のことである。英語ではmilitary secrecyと言い、フランス語ではsecret défenseなどと言う。
軍事機密とは、具体的には作戦内容やその指令書、兵器の詳細な構造を記した設計図や性能情報、部隊の配置・編制・人事やそれについて記したファイル等々、他国に知られると軍事上不利になる情報のことである。
これらの機密事項が漏洩すると、国家の存亡にも関わる重大な損害を被る可能性が高いため、多くの国でこうした情報が際限なく漏れることを防止するための法律を定めている。故意または過失で漏洩した場合や、情報を記録したファイルを盗難や置き忘れなどで紛失した場合、特に厳罰に処せられるようになっていることが多い。
軍事機密というのは、視点を変えると、他国（敵対国等）の軍事機密を入手すると軍事上優位に立てる可能性が増す、という性質がある。軍事上の秘密情報を入手するための活動は諜報と呼ばれている。そうした活動を行う人物は一般には「諜報員」「スパイ」などと呼ばれている。
軍事機密の漏洩を防ぐことや、他国による自国に対する諜報活動を防ぐ活動を防諜という。
旧日本軍でもこうした秘密情報について、秘密の度合い、範囲をあらかじめ指定し管理した。諜報活動を行う人物を「軍事探偵」「諜報員」などと呼んだ。

## 旧日本軍における秘密

### 軍機保護法
日本では1899年（明治32年）に公布され、1937年（昭和12年）8月14日に全面改正された「軍機保護法」によって規定された。この法律によって、陸海軍大臣の定めた軍事上の秘密に対する、漏洩・探知・収集等について罪を規定され、最高刑に死刑も設けられていた。
第1条に軍事機密とは「作戦、用兵、動員、出師其ノ他軍事上秘密ヲ要スル事項又ハ図書物件」とされ、第8条では軍港や軍用航空機、飛行場等の軍事施設の撮影・模写等が規制された。軍部での情報の取扱には秘密の重要度により5段階に区分し、上から「軍機」「軍極秘」「極秘」「秘」「部外秘」に分かれていた。天皇の裁可を経て参謀総長や軍令部総長が発する大陸命・大海令は、具体的な作戦について記されていることから最高の「軍機」とされた。ゾルゲ事件のリヒャルト・ゾルゲや尾崎秀実もこの法律によって処罰された。
終戦により軍機保護法は廃止されたが、戦後に創設された防衛庁（現防衛省）・自衛隊においても自衛隊法・「日米相互防衛援助協定等に伴う秘密保護法」などによって防衛秘密の漏洩についての罪が規定されている。
軍事機密は戦時・平時によって範囲が変わり、平時には公開されていた情報も戦時には機密に指定されることがあり、例として地図・気象情報などが挙げられる。
1937年（昭和12年）10月18日、大日本帝国陸軍陸地測量部発行の「参謀本部地図」のうち東京・横浜・大阪・神戸近傍の地図を、無償も含めて発売や頒布を禁止した（発禁実務は内務省）。
気象情報は航空作戦を行う際に重要な情報となり、作戦の成否に関わることから戦時においては秘匿される。日本では太平洋戦争の始まった1941年（昭和16年）12月8日からラジオや新聞での天気予報は行われなくなった。この状態は終戦まで続き、再開されたのは1945年（昭和20年）8月22日からであった。実に3年8ヶ月もの間市民は天気予報を把握できなくなったわけだが、毎年のように台風の被害がある日本では戦時中に2000人を越す被害を出したという。これは軍用資源秘密保護法によって規定されていたが、1899年（明治32年）公布の軍機保護法には定められておらず、1937年（昭和12年）の改正によって指定区域内での気象観測が制限され、1938年（昭和13年）に新たに軍用資源秘密保護法が制定されたことによって気象情報全般の規制が行われることとなったもの。この他、1944年（昭和19年）12月7日に発生した東南海地震の被害状況についても軍事機密とされ一般に公開されることはなかった。

### 検閲

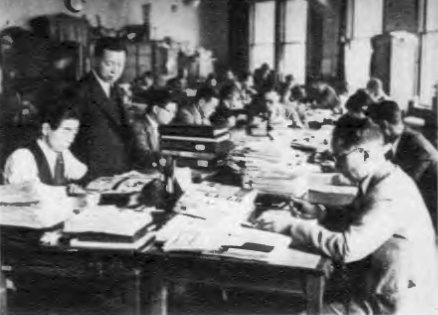
警視庁検閲課による検閲の様子（1938年（昭和13年））

軍事機密の漏洩を防ぐために新聞や雑誌の出版物に対する取り締まりが行われることがある。これを「検閲」といい、出版・発行する前にあらかじめ内務省警保局図書課によって審査される。1909年（明治42年）5月6日に公布された新聞紙法（明治42年法律第41号）では第27条に「陸軍大臣、海軍大臣及外務大臣ハ新聞紙ニ対シ命令ヲ以テ軍事若ハ外交ニ関スル事項ノ掲載ヲ禁止シ又ハ制限スルコトヲ得」と定めており、盧溝橋事件直後の1937年（昭和12年）7月13日に陸軍は「今回の事変に関する動員、派兵及これに伴ふ部隊人馬器材等の移動並にこれを推知せしむるが如き記事、写真は陸軍省発表以外一切これを新聞紙に掲載せざる様」と通達し、7月31日には陸軍が昭和12年陸軍省令第24号によって規制し、同年8月海軍も続いた。
報道各社への説明は陸軍省新聞班が行い、実際の検閲には内務省図書課と派遣された憲兵、それと警視庁係官によって行われた。許可された写真の冒頭に「陸軍省許可済」と掲載することが決められ、不許可写真は警視庁に証拠として押収された。部隊号・指揮官の官職氏名は掲載できず、大佐以上の高級将校の写真・参謀が複数写っている写真や軍旗の写っている部隊の写真は不許可とされた。省令施行後に更に規制され、「我が軍に不利なる記事」が禁じられた。1937年（昭和12年）8月には軍機保護法が改正され、秘密漏洩罪の適用範囲が拡大され新聞記者などにも適用される可能性が生まれた。1941年（昭和16年）1月新たに新聞紙等掲載制限令が制定され規制はさらに強化されることとなった。
昭和十二年陸軍省令第二十四号
陸軍省令第二十四號

新聞紙法第二十七條ニ依リ當分ノ內軍隊ノ行動其ノ他軍機軍略ニ關スル事項ヲ新聞紙ニ揭載スルコトヲ禁ス　但シ豫メ陸軍大臣ノ許可ヲ得タルモノハ此ノ限ニ在ラス
本令ハ公布ノ日ヨリ之ヲ施行ス

　昭和十二年七月三十一日

昭和十二年海軍省令第二十二号
海軍省令第二十二號

新聞紙法第二十七條ノ規定ニ依リ當分ノ內艦隊・艦船・航空機・部隊ノ行動其ノ他軍機軍略ニ關スル事項ヲ新聞紙ニ揭載スルコトヲ禁ス　但シ豫メ海軍大臣ノ許可ヲ得タルモノハ此ノ限ニ在ラス
本令ハ公布ノ日ヨリ之ヲ施行ス

## 防衛省における秘密

### 概要
防衛省における秘密は、同省の所掌する事務に関する知識及びそれらの知識に係る文書もしくは図画（電磁的記録（電子計算機に用いられるものについては、可搬記憶媒体に限る。）を含む。）または物件であって、「特別防衛秘密の保護に関する訓令」、「防衛秘密の保護に関する訓令」及び「秘密保全に関する訓令」の規定により「特別防衛秘密」、「防衛秘密」、「秘」の指定を受けたものをいう。
このうち防衛秘密については2014年12月10日に施行された特定秘密の保護に関する法律に基づき、特定秘密に移行するとともに罰則も強化された。

### 省秘
秘（ひ、英: Confidential)とは、職務上知り得た知識のうち、国の安全又は利益に関わる事項であって、関係職員以外の者に知らせてはならないものをいう。
改正前の「秘密保全に関する訓令」では秘密保全の重要度に応じ「機密」「極秘」「秘」の3段階に区分されていたが、2007年4月の訓令の全面改正により機密及び極秘の秘密区分は廃止となった。
理由としては、2004年（平成16年）頃から続発しているファイル共有ソフトと暴露ウイルスを介した情報漏洩や、小型・大容量の外部記憶装置（SDメモリーカード、USBメモリなど）を紛失しやすく、またファイルのコピーが容易になったための事案であり、漏洩した情報に「機密」や「極秘」が含まれていても当時の自衛隊法における罰則では1年以下の懲役又は3万円以下の罰金刑しか科することができず、罪が軽すぎるとの指摘があったことなどが挙げられる。
秘匿性の高い物件などは防衛秘密に移行させることで、これを漏洩させた場合は5年以下の懲役刑に処する（＝特別職国家公務員たる自衛官においても国家公務員法に定める欠格事項（自衛隊法上では第38条「隊員の欠格事項」に明文規定あり）を適用することで失職）等罰則の強化をもって再発防止に取り組んでいることがうかがえる。
「部内限り」「注意」「個人情報」は省秘には当たらないが、「いわゆる省秘等」として扱われ漏洩した場合は自衛隊法第59条及び国家公務員法第100条の守秘義務規定に抵触する。

### 特定秘密（防衛に関する事項に限る。：旧防衛秘密）
防衛に関する特定秘密（とくていひみつ）とは特定秘密の保護に関する法律に基づき指定された物件等であり、同法律の制定前は「防衛秘密」、2007年4月以前は「機密」または「極秘」に指定されていた。
指定される物件等としては、以下のものがある。

### 特別防衛秘密
特別防衛秘密（とくべつぼうえいひみつ）とは、日米相互防衛援助協定等に伴う秘密保護法（MSA協定）に基づき指定された極めて秘匿性の高い物件。略称「特防秘」。地対空誘導弾改良ホークやイージス艦など、米国から供与された装備品が対象となり、前述の「防衛秘密」とは全くの別物である（2001年の法改正までは単に「防衛秘密」と呼ばれていた。）。漏洩させた場合は同法の規定に基づき最大10年の懲役刑が科される。

## 防諜

### 概要
軍事機密を漏洩させないための対策を防諜というが、これは平時から行われる。
通信文を第三者に判読されない様に予め指定した暗号を用いることが代表的だが、この他にも作戦指令書などの軍機書類の保管にあたっては特別な扱いを行った。

### 旧日本軍
旧日本軍では軍機書類の表紙は夫々、「軍機は紫」「軍極秘・極秘は赤」「秘はピンク」「部外秘は白」で作られ、これらを「赤本」と総称した（防衛省においても防衛秘密（旧機密・極秘）指定のある文書の表紙は赤色）。
保管には専用の機密図書箱に入れられ施錠された。文書は海中に沈むように表紙に鉛を仕込み、水で文字が消えるように特殊なインクを使用した。
1944年（昭和19年）3月31日に起った海軍乙事件では福留繁参謀長ら連合艦隊司令部将校の搭乗機が墜落しゲリラに捕獲されたが、この時積載していた暗号書が米軍の手に渡っていたという。

### 防衛省
防衛省職員・自衛隊員の相次ぐ情報流出事案を重く見た防衛省は罰則の強化を行う旨の通達を行い、それをもって臨んでいる。
特にファイル共有ソフトは所有しているだけで（使用の有無、職場内外を問わず）処罰の対象となる。